# Blidinje
Blidinje (en cyrillique :  Блидиње) est une réserve naturelle ainsi qu'une très petite station de ski, situés entre les montagnes Čvrsnica et Vran en Bosnie-Herzégovine.
L'« ensemble naturel et architectural de Blidinje » est proposé par le pays pour une inscription au patrimoine mondial de l'UNESCO.

## Géographie

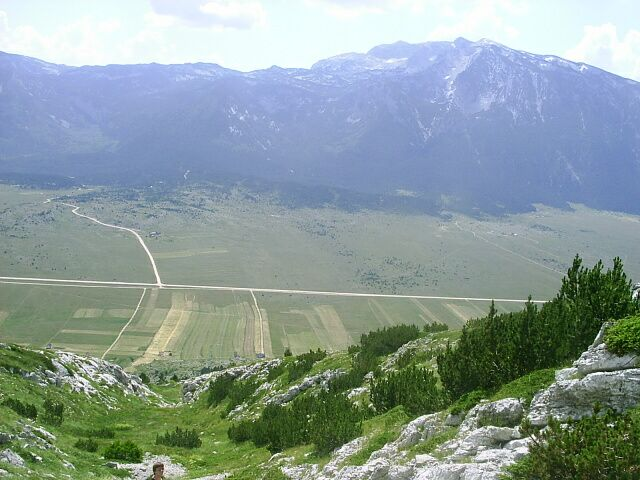
Le poljé de Blidinje

### Hydrologie

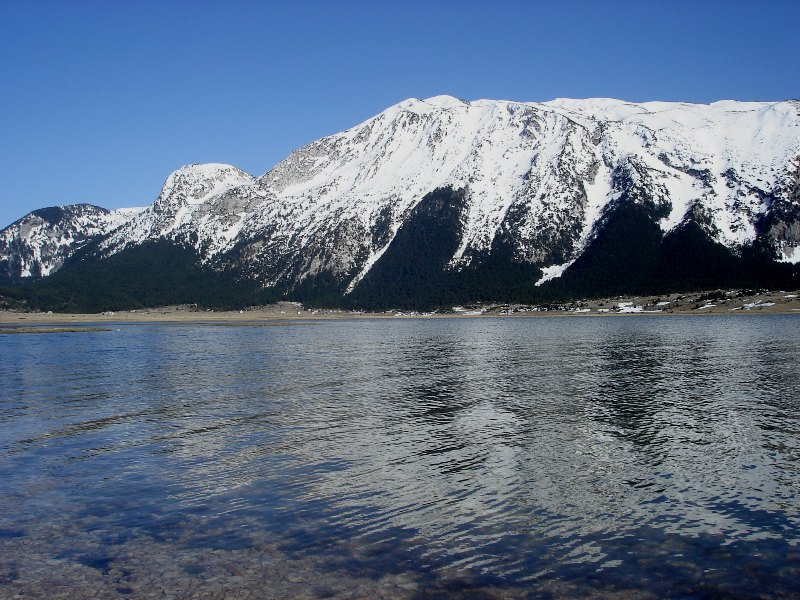
Le lac glaciaire de Blidinje

## Flore et faune

### Flore

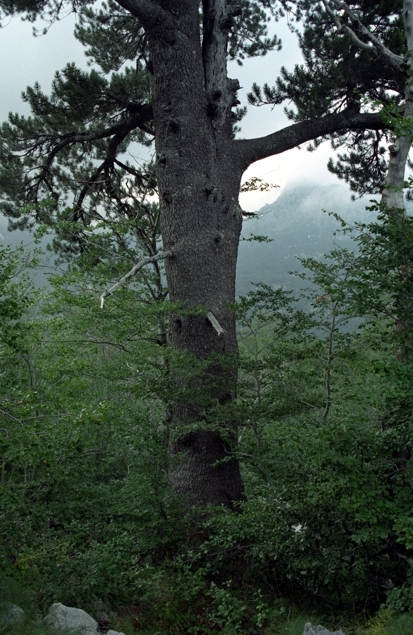
Le pin de Bosnie

La flore du parc comprend une grande variété d'espèces de plantes méditerranéennes ou de plantes de montagne, parmi lesquelles on compte des espèces endémiques comme Petteria ramentacea, que l'on rencontre dans les gorges de la Neretva et de la Drežanka, dans la gorge de Diva Grabovica et dans les monts Čvrsnica. Dans les falaises rocheuses de ces monts pousse la moltkia des rochers (Moltkia petraea). Dans la Čvrsnica et les monts Čabulja, parmi la flore alpine ou arctique, on trouve l'edelweiss (Leontopodium nivale ou Leontopodium alpinum), la gentiane de printemps (Gentiana verna), la gentiane des Alpes dinariques  (Gentiana dinarica), la gentiane jaune (Gentiana lutea) ou Sibirea croatica.

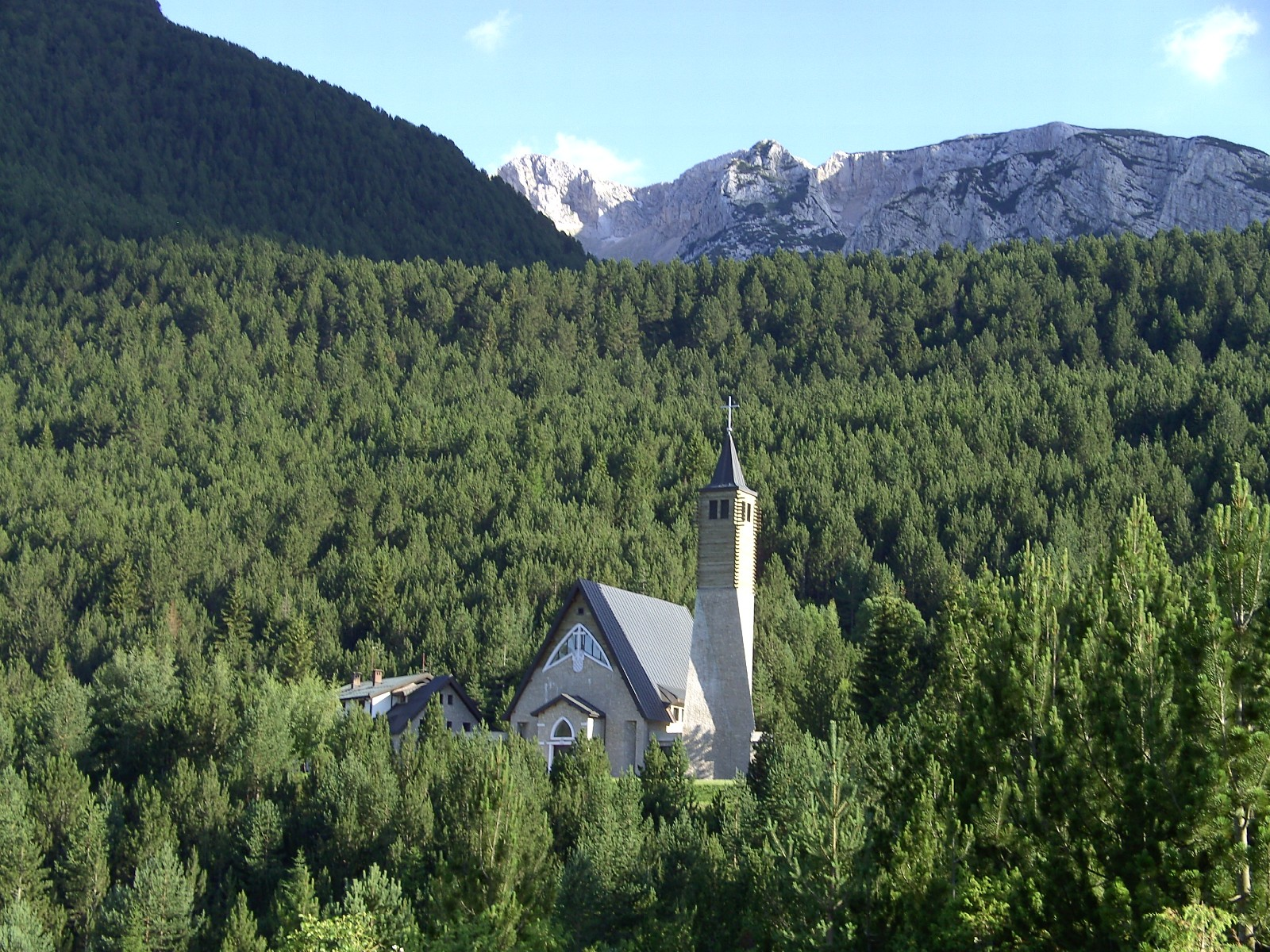
Vue de la réserve forestière de Masna Luka

L'espèce d'arbres la plus caractéristique du parc est le pin de Bosnie (Pinus heldreichii) que l'on trouve dans la réserve forestière du village de Masna Luka et sur le mont Čvrsnica. Le secteur des monts Vran, Čvrsnica, Svinjača et Čabulja abrite des forêts de pins noirs (Pinus nigra), d'épicéas (Picea abies), de sapins blancs (Abies alba) et d'ifs (Taxus baccata). Dans les zones les moins élevées, on y trouve aussi la dryade à huit pétales (Dryas octopetala), un arbrisseau nain, et, dans les zones les plus froides le pin de montagne. Parmi les feuillus, les arbres les plus répandus sont le hêtre (Fagus sylvatica)), le noisetier (Corylus avellana) et le chêne rouvre (Quercus petraea).

### Faune
Parmi les espèces animales qui vivent dans le parc figurent l'ours brun (Ursus arctos) et le chamois. On y rencontre aussi des lièves (Lepus europaeus), des renards, des sangliers, des belettes (Mustela nivalis) ou encore des écureuils.
Parmi les espèces d'oiseaux, on peut signaler le pipit rousseline (Anthus campestris), l'alouette des champs (Alauda arvensis), le goéland pontique (Larus cachinans), la corneille mantelée (Corvus cornix), le héron cendré (Ardea cinerea) et la bergeronnette printanière (Motacilla flava).

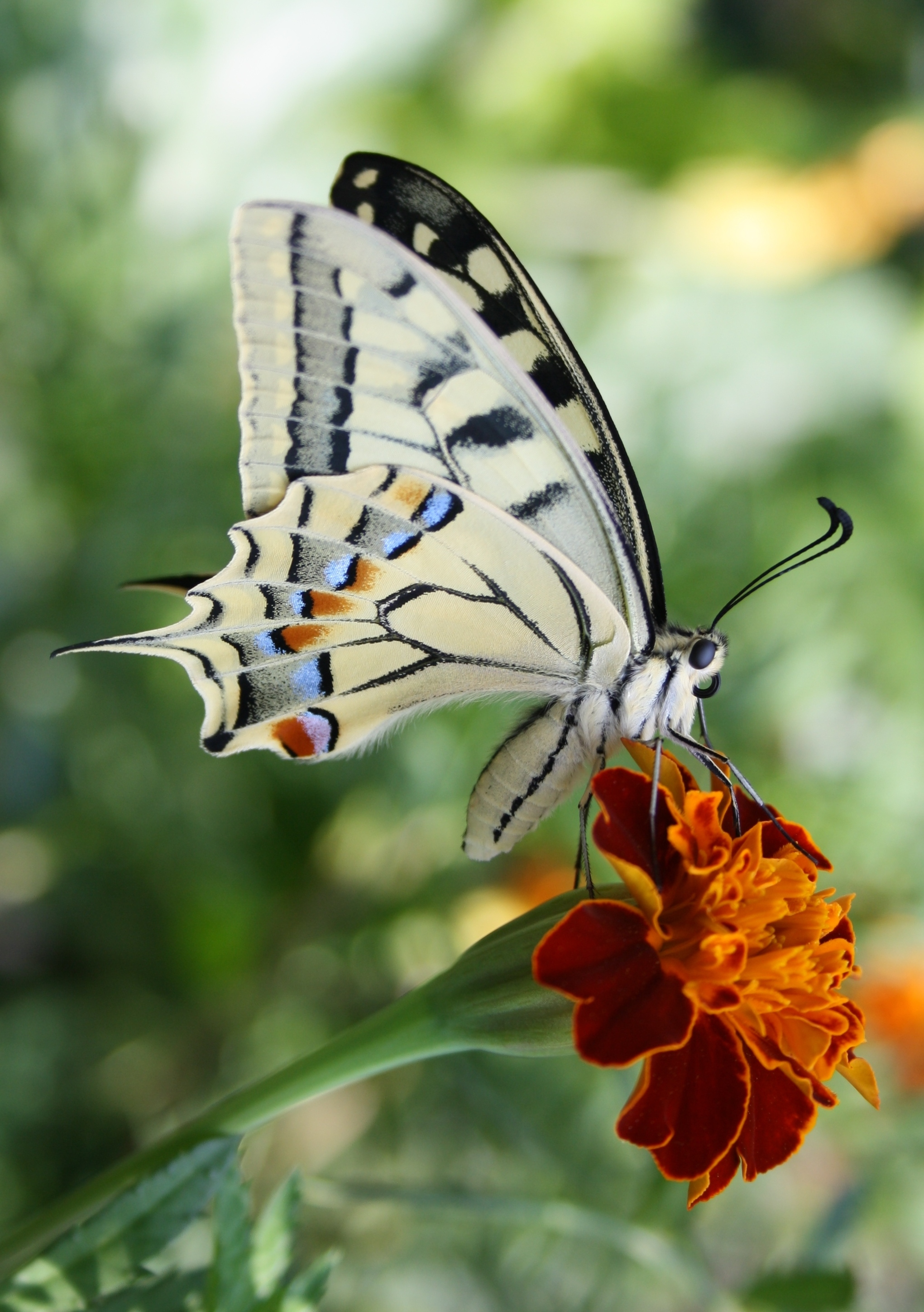
Le Machaon.

De nombreuses espèces de lépidoptères ont été recensées dans le parc. Dans la famille des Papilionidae, on y rencontre le Machaon (Papilio machaon), le Flambé (Iphiclides podalirius), l'Apollon (Parnassius apollo) et le Semi-Apollon (Parnassius mnemosyne). Dans la famille des Pieridae figurent notamment l'Aurore (Anthocharis cardamines), le Souci (Colias crocea), le Fluoré (Colias alfacariensis) et le Citron (Gonepteryx rhamni). La famille des Lycaenidae est entre autres représentée par la Thècle du chêne (Neozephyrus quercus), l'Azuré porte-queue (Lampides boeticus), l'Argus frêle (Cupido minimus), l'Azuré des nerpruns (Celastrina argiolus), le Collier-de-corail (Aricia agestis), l'Azuré du genêt (Plebejus idas), l'Azuré de l'androsace (Agriades pyrenaica dardanus) ou encore l'Azuré bleu céleste (Lysandra bellargus). Parmi les espèces de la famille des Nymphalidae on peut signaler l'Échancré (Libythea celtis), le Sylvain des spirées (Neptis rivularis), le Morio (Nymphalis antiopa), la Grande tortue (Nymphalis polychloros), le Paon-du-jour (Aglais io), la Mélitée des centaurées (Melitaea phoebe), le Petit nacré (Issoria lathonia), le Nacré des Balkans (Boloria graeca), le Sylvandre (Hipparchia fagi), le Moiré blanc-fascié (Erebia ligea herculeana), le Moiré franconien (Erebia medusa), le Moiré chamoisé (Erebia gorge hercegovinensis), le Moiré ottoman (Erebia ottomana balcanica), le Fadet des tourbières (Coenonympha tullia occupata), le Fadet des Balkans (Coenonympha rhodopensis occupata), le Satyrion (Coenonympha gardetta) et la Mégère (Lasiommata megera lyssa). La famille des Hesperiidae est représentée par exemple par l'Hespérie du marrube (Carcharodus flocciferus) ou le Comma (Hesperia comma).

## Histoire

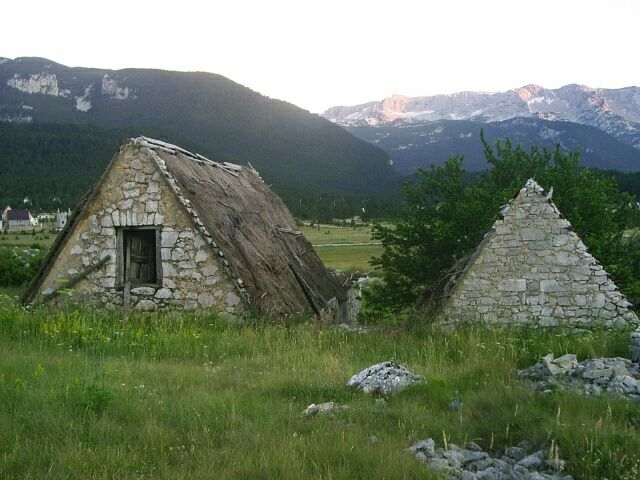
Maisons traditionnelles

## Monuments culturels

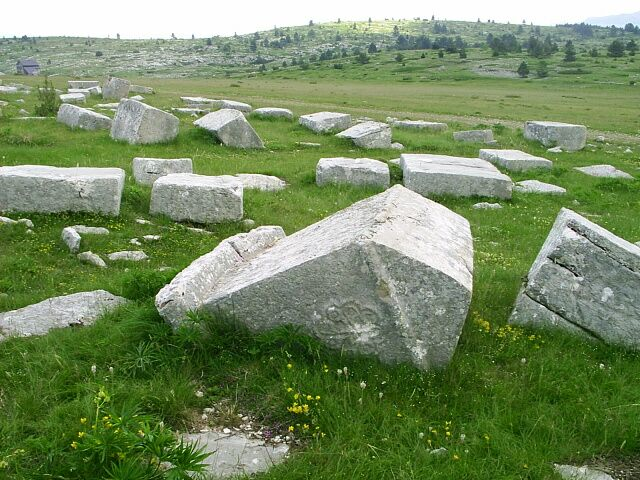
Stećci dans la nécropole de Dugo polje

### Villégiature

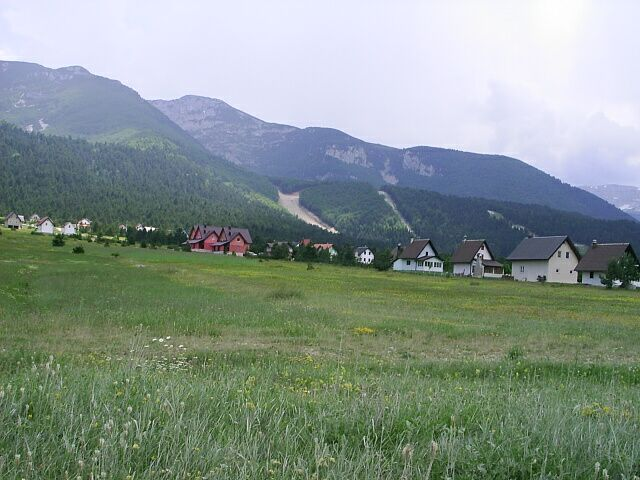
Maisons de villégiature

### Station de ski de Blidinje-Risovac

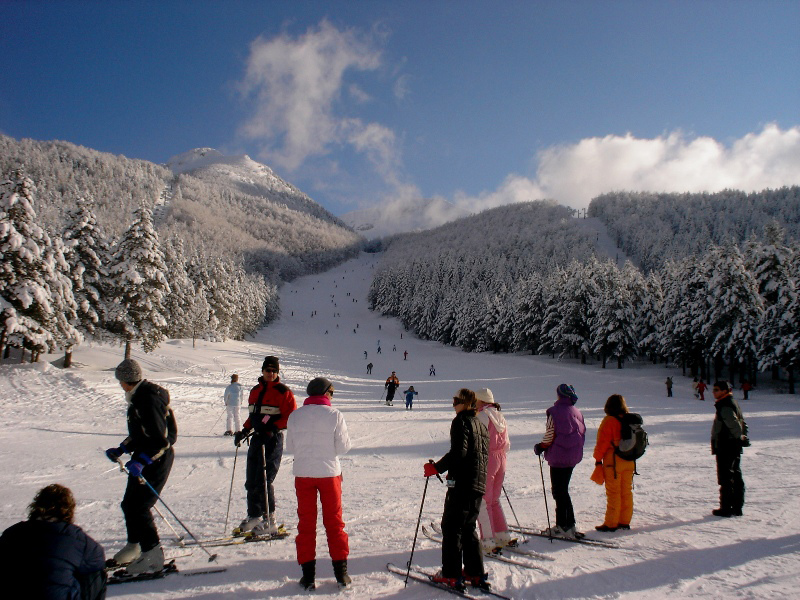
La station de ski